# گمینا بلزو
گمینا بلزو (به لهستانی:  Gmina Bledzew) یک گمینا در لهستان است که در شهرستان مینزژچ واقع شده‌است. گمینا بلزو ۲۴۷٫۵۸ کیلومتر مربع مساحت و ۴٬۶۱۶ نفر جمعیت دارد.